# Isole Torres
Le Isole Torres sono un gruppo di isole di origine vulcanica dell'Oceano Pacifico, le più settentrionali di Vanuatu collocate nella Provincia di Torba.
Le sette isole del gruppo, da nord a sud, sono Hiw o Hiu (la più grande), Metoma, Tegua, Ngwel (un isolotto disabitato), Linua, Lo, e Toga.

## Nome
Il nome con cui gli antichi abitanti del luogo indicavano le isole era Vava (o Vave). il nome di Torres fu assegnato nei primi anni del XIX secolo da un gruppo di cartografi europei nel ricordo del navigatore del '600, Luis Váez de Torres, che ha visitato alcune delle isole settentrionali di Vanuatu tra aprile e giugno del 1606. Ironicamente però, né Torres, né il suo comandante Pedro Fernández de Quirós, né alcuno dei loro subalterni visitò mai, le Isole Torres, nel corso del loro viaggio attraverso l'arcipelago.

## Popolazione
Nel 2009 la popolazione censita era di 826 persone, distribuita in una decina di insediamenti di varie dimensioni situati su o in prossimità delle zone costiere. I nomi di questi insediamenti sono: Yögevigemëne (o Yögemëne), Tinemēvönyö, Yawe e Yakwane (su Hiw), Lotew o Lateu (su Tegua), Lungharegi e Vipaka (su Lo), e Litew e Likwal (su Toga.). Una piccola pista di atterraggio inaugurata nel 1983 collega le isole con il resto di Vanuatu. Lungharegi è considerato il centro amministrativo delle Isole Torres, ma questo ruolo è decisamente modesto. Dispone di un collegamento telefonico e di una clinica medica, ma nessuna banca o stazione di polizia e solo due negozi scarsamente riforniti.